# Swiss Indoors 2009
Lo Swiss Indoors 2009, noto anche come Davidoff Swiss Indoors per motivi di sponsorizzazione, è stato un torneo di tennis giocato sul cemento indoor. È stata la 40ª edizione dell'evento e faceva parte delle ATP World Tour 500 series nell'ambito dell'ATP World Tour 2009. Il torneo si è giocato alla St. Jakobshalle di Basilea, in Svizzera, dal 2 all'8 novembre 2009.

## Partecipanti ATP

### Teste di serie
| Nazionalità | Giocatore             | Ranking1 | Testa di serie |
| ----------- | --------------------- | -------- | -------------- |
| Svizzera    | Roger Federer         | 1        | 1              |
| Serbia      | Novak Đoković         | 3        | 2              |
| Cile        | Fernando González     | 11       | 3              |
| Croazia     | Marin Čilić           | 13       | 4              |
| Rep. Ceca   | Radek Štěpánek        | 14       | 5              |
| Svizzera    | Stan Wawrinka         | 21       | 6              |
| Stati Uniti | James Blake           | 23       | 7              |
| Germania    | Philipp Kohlschreiber | 24       | 8              |

- 1Ranking al 26 ottobre 2009

### Altri partecipanti
Giocatori che hanno ricevuto una Wild card:
- Marin Čilić
- Marco Chiudinelli
- Stéphane Bohli

Giocatori passati dalle qualificazioni:

- Evgenij Korolëv
- Olivier Rochus
- Peter Luczak
- Michael Lammer

Giocatori Lucky Loser:
- Florent Serra

## Campioni

### Singolare
Novak Đoković ha battuto in finale  Roger Federer con il punteggio di 6–4, 4–6, 6–2
- È il quarto titolo dell'anno per Đoković, il quindicesimo della sua carriera.

### Doppio
Daniel Nestor /  Nenad Zimonjić hanno battuto in finale  Bob Bryan /  Mike Bryan con il punteggio di 6–2, 6–3